# Deftones (Album)
Deftones ist das vierte Studioalbum der US-amerikanischen Alternative-Metal-Band Deftones. Das Album erschien am 20. Mai 2003 über Maverick Records.

## Entstehung
Nachdem sich die Musiker für einige Monate ihren Nebenprojekten widmeten, begann die Band im Frühjahr 2002 mit der Arbeit an ihrem vierten Album, welches den Arbeitstitel Lovers trug. Sänger Chino Moreno nahm Gesangsunterricht, nachdem er während der Co-Headlinertournee mit Godsmack im Sommer 2001 große Probleme bekam. Ein Stimmband war gelähmt, während sich das andere kaum bewegte. Im März 2002 begannen die Aufnahmen im bandeigenen Studio The Spot in Sacramento, wo die Deftones erneut mit Terry Date zusammenarbeiteten. Weitere Aufnahmen fanden im Studio X in Seattle sowie im Studio Larrabee in West Hollywood statt. Zunächst wurde eine Veröffentlichung für den Herbst 2002 anvisiert.
Die Aufnahmen zogen sich jedoch in die Länge und dauerten schließlich zwölf Monate. Insgesamt beliefen sich die Produktionskosten auf rund 2,5 Millionen Dollar und die Band musste eine unbekannte Summe an ihr Plattenlabel zahlen, da die Musiker mehrere Deadlines verpassten. Im Oktober 2002 verkündete der Bassist Chi Cheng, dass das Album „nicht vor Anfang 2003“ erscheinen würde. Musikvideos wurden für die Lieder Minerva, Hexagram und Blood Cape veröffentlicht.

## Titelliste
1. Hexagram – 4:09
2. Needles and Pins – 3:23
3. Minerva – 4:17
4. Good Morning Beatiful – 3:28
5. Deathblow – 5:28
6. When Girls Telephone Boys – 4:36
7. Battle-Axe – 5:01
8. Lucky You (feat. Rey Osburn) – 4:10
9. Bloody Cape – 3:38
10. Anniversary of an Uninteresting Event – 3:57
11. Moana – 5:02

## Rezensionen
Ingo Neumayer vom deutschen Magazin Visions beschrieb Deftones als „Stagnation auf allerhöchstem Niveau“. Die Band habe „kein Gramm von ihrer fesselnden Aura verloren“ und es „ist diese förmlich mit Händen greifbare Authenzitizät, die diese Band auszeichnet und einzigartig macht“. Je länger das Album jedoch läuft, desto deutlicher bemerkt man „die Schatten, die der bahnbrechende Vorgänger wirft“. Stephen Thomas Erlewine von Allmusic hingegen bemängelte, dass die Band „zu nah am bekannten Territorium hängen bleibt“. Der Klang wäre zwar „immer noch gut“, aber es fühlt sich wie „eine Enttäuschung an, wenn man weiß, dass die Band ein Album wie White Pony veröffentlicht hat“.

## Kommerzieller Erfolg

### Chartplatzierungen
| ChartsChartplatzierungen       | Höchstplatzierung | Wochen |
| ------------------------------ | ----------------- | ------ |
| Deutschland (GfK)              | 8 (5 Wo.)         | 5      |
| Österreich (Ö3)                | 20 (6 Wo.)        | 6      |
| Schweiz (IFPI)                 | 19 (7 Wo.)        | 7      |
| Vereinigte Staaten (Billboard) | 2 (13 Wo.)        | 13     |
| Vereinigtes Königreich (OCC)   | 7 (4 Wo.)         | 4      |

| ChartsJahrescharts (2003)      | Platzierung |
| ------------------------------ | ----------- |
| Vereinigte Staaten (Billboard) | 174         |

### Auszeichnungen für Musikverkäufe
| Land/Region                  | Auszeichnungen für Musikverkäufe (Land/Region, Auszeichnung, Verkäufe) | Verkäufe |
| ---------------------------- | ---------------------------------------------------------------------- | -------- |
| Australien (ARIA)            | Gold                                                                   | 35.000   |
| Kanada (MC)                  | Gold                                                                   | 80.000   |
| Vereinigte Staaten (RIAA)    | Gold                                                                   | 500.000  |
| Vereinigtes Königreich (BPI) | Silber                                                                 | 60.000   |
| Insgesamt                    | 1× Silber · 3× Gold ·                                                  | 675.000  |